# Iassenevo (métro de Moscou)
Iassenevo (en russe : Я́сенево et en anglais : Yasenevo) est une station de la ligne Kaloujsko-Rijskaïa (ligne 6 orange) du métro de Moscou, située sur le territoire du raïon Iassenevo dans le district administratif sud-ouest de Moscou.

## Situation sur le réseau
Établie en souterrain, à 8 mètres sous le niveau du sol, la station Iassenevo est située au point 208+07 de la ligne Kaloujsko-Rijskaïa (ligne 6 orange), entre les stations Tioply Stan (en direction de Medvedkovo), et Novoïassenevskaïa (en direction de Novoïassenevskaïa).